# Fronau (Adelsgeschlecht)

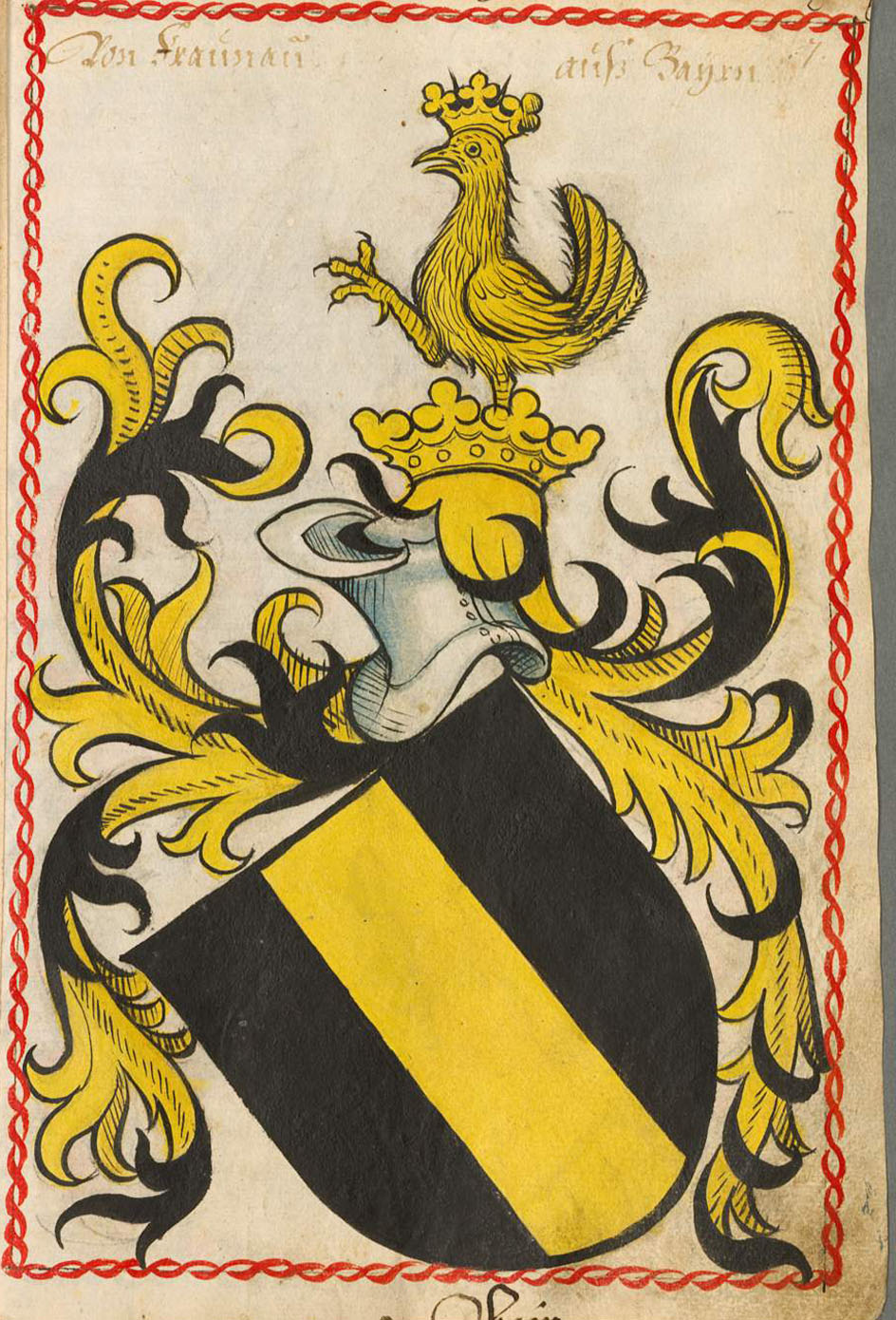
Stammwappen derer „Von Fraunau auß Bayrn“ (von Fronau, Fronauer), nach Scheibler (zwischen 1450 und 1580)

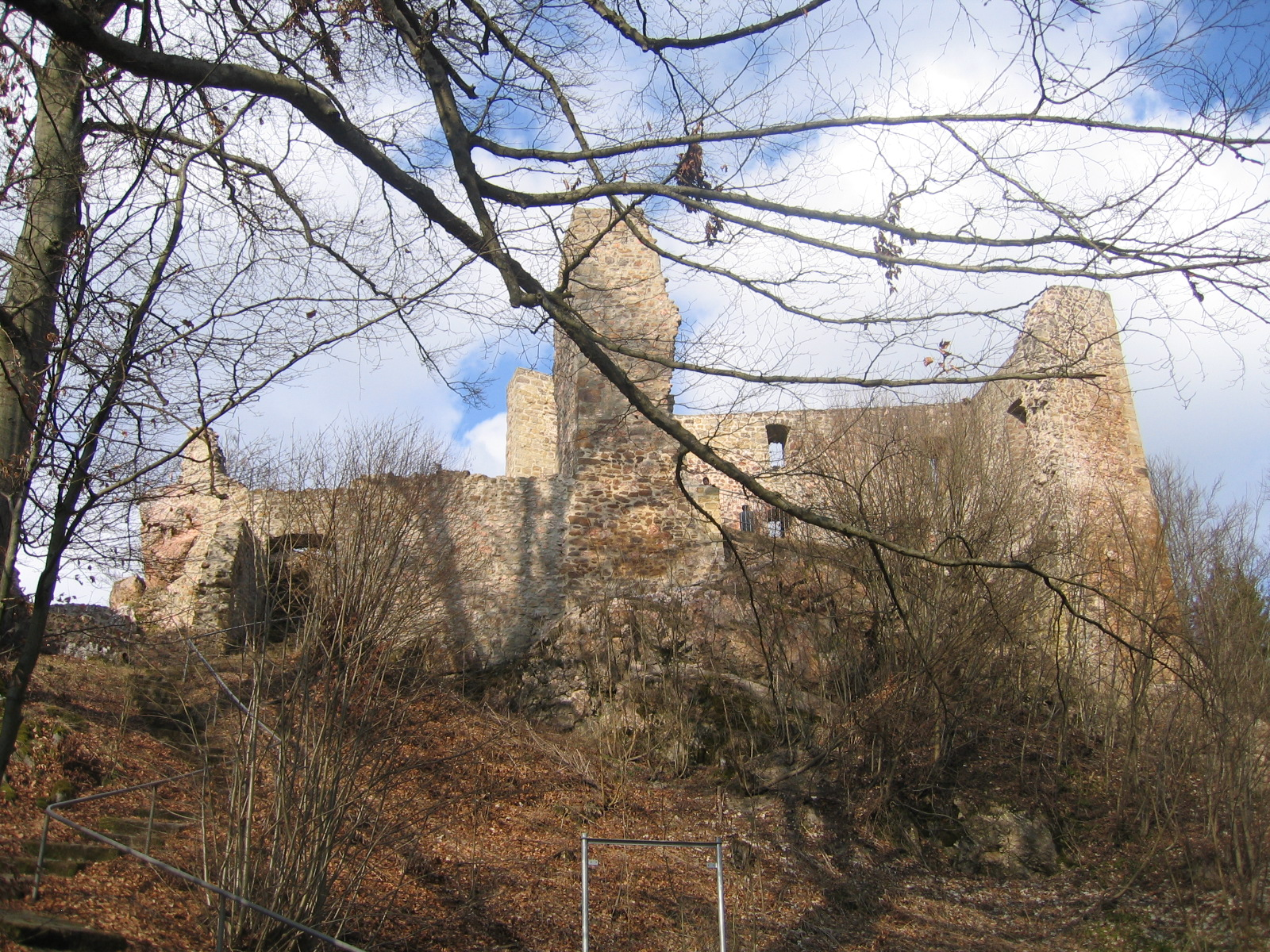
Ruine der Burg Schwärzenberg bei Strahlfeld (Roding), Ortsteil der Stadt Roding, Landkreis Cham, Bayern, einst im Besitz derer von Fronau (Fronauer)

Fronau (Franau, Frenau, Fronauer) ist der Name eines Adelsgeschlechts aus der Oberpfalz in Bayern, das sich später in Österreich verzweigte und dort mit vielen Besitzungen zum niederösterreichischen landständischen Adel gehörte.

## Geschichte

### Ursprung und Besitztümer
Das Adelsgeschlecht derer von Fronau hat seinen Ursprung in Bayern bei Roding im ostbayerischen Landkreis Cham in der Oberpfalz, fand aber eine neue Heimat in Österreich zwischen ca. 1317 bis 1608. Die Burg Schwärzenberg bei Strahlfeld (Roding), Ortsteil der Stadt Roding, Landkreis Cham, Bayern, war einst im Besitz derer von Fronau. Andreas von Fronau als Burgherr wurde in der ersten urkundliche Erwähnung der Burg Schwärzenberg 1306 genannt. Peter Fronauer überfiel ab 1390 Kaufleute aus Regensburg. 1400 verkaufte er die Hälfte seiner Burg an seinen engen Verwandten, Hans Zenger von Zangenfels.
Bei den Kämpfen unter Kaiser Friedrich III. innerhalb dessen Herrschaft nahmen die Fronauer maßgeblich teil. Ein gewisser Gervicus de Fronowe (um 1182) tauchte bereits früh im Mittelalter auf. Hartwig und Rudigier v. Fronau wurden urkundlich als Zeugen (1271) in einer Stiftungsurkunde zur Liebfrauenkirche in München genannt. Friedrich Fronau war tätig als Bischof von Chiemsee im Jahre 1293. Rapoto von Fronau wurde als Zeuge (1317) in einer Schenkungsurkunde an Frauenkloster Sankt Jakob zu Kirchberg, und damit zum ersten Mal unter deren von Fronau in Österreich erwähnt. Bernhard von Fronau, vermählt mit Elisabeth von Wurmbrand, widerlegte das Heiratsgut mit einem halben Lehen zu Krumpach, einem Hof zu Längbach und zwei Hofstätten zu Schönau.
Stefan von Fronau, Nachfahre des erwähnten Bernhard von Fronau, war Sohn von Bernhard II. von Fronau und der Elisabeth von Wiesenfried. Er heiratete Katharina von Klingen (Adelsgeschlecht) und zeugte mit ihr Rudolf und Gerhard von Fronau, bevor er 1405 starb und zusammen mit seiner 1411 verstorbenen Gattin in der Pfarrkirche zu Krumpach begraben wurde. Gerhard von Fronau war Ritter und Herr zu Krumpach, Längsbach, Wolfsbach und Sebenbrunn, und vermählte sich mit Margarethe von Görz (auch Meinhardiner), mit der er vier Söhne zeugte, darunter Conrad (auch Gamaret), Bernhard, Gerhard und Wilhem. Er erhielt zeitlebens als Lehen das Dorf Uttendorf von Herzog Leopold im Jahre 1408, später (1421) zudem von Herzog Albert den Auftrag die Burg Gars zu verwalten und zu schützen. Conrad/Gamaret, der Ältere, war in zweiter Ehe verheiratet mit Margarethe von Rohrbach und zeugte mit ihr Pangratz und Conrad/Gamaret, den Jüngeren. Ein Ritter Fronauer, vermutlich Conrad/Gamaret, der Ältere, brannte Zwentendorf, Besitz des Eberhard von Capell, im Jahre 1461 nieder, bevor um 1524 die Familie Streun von Schwarzenau, auch Strein (Adelsgeschlecht), dort Grundherren wurden. Er kam in den Besitz von Gaiselberg, Höflein an der Donau sowie Schrick als Lehen des Landesfürsten Kaiser Friedrich im Jahre 1464. Bis zu 20 Besitzungen zählte er seiner Zeit und galt als einer der reichsten Ritter in Niederösterreich.
Als sein Sohn Pangratz von Fronau starb, kam seine Frau Agnes in den Augustiner-Orden in Sankt Lorenz in Wien, wo sie im Jahre 1510 verstarb. Sein anderer Sohn Conrad/Gamaret (auch Gamareth Fronauer), der Jüngere, zu Dürnkrut, Erdberg, Gaiselberg, Neusiedl a. d. Z., Schrick, war tätig als Verordneter des Ritterstands und zugleich auch letzter Spross im Mannesstamm in Niederösterreich. Vermählt mit Elisabeth von Stainpeiss aus dem österreichischen Adelsgeschlecht derer von Steinpeiss, zeugte er nur eine Tochter, die er Margarethe nannte. Während sie in Österreich endete, verzweigte sich die Stammlinie derer von Fronau in Bayern noch einige Zeit weiter.
So gibt es den kurbayerischen Regierungsrat zu Landshut Johann Georg Emanuel von Frönau, der am 17. Juli 1754 in den Freiherrenstand erhoben wurde. Seine bayerischen Vorfahren seien bereits Ende des 17. Jahrhunderts geadelt worden. Durch seine Tochter Maria Franziska Romana wurde er Schwiegervater von Wiguläus von Kreittmayr. Eine familiäre Verbindung zur „alten erloschenen Familie v. Frönau“ erläutert Ernst Heinrich Kneschke nicht, aber eine Übernahme des Stammwappens.
Die Fronauer Ritter waren reich und in Österreich u. a. im Besitz von Anger, Altlengbach, Dürnkrut, Erdberg, Gaiselberg, Göttelsbrunn, Kirchbach, Krumpach, Neusiedl a. Z., Ort, Pazmannsdorf, Schrick, Siebenbrunn, Uttendorf, Velbn, Vischa, Wolfsbach und Weyden. Die Besitztümer Gars, Gänserndorf, Schloss Obersiebenbrunn, Pottschach, Dürnkrut, Greifenstein, Kirchstetten, Orth an der Donau, Pottenburg sowie Unterthurm waren dabei in besonderer Weise verbunden mit der Geschichte der Fronauer.

#### Velm
Velm befindet sich in Niederösterreich in Wien-Umgebung und liegt dabei in der Nähe und südlich von Himberg. Es war um 1450 im Besitz der Ritter von Fronau, bis es 1499 als öd bezeichnet wurde und von Ritter Lerch im Jahre 1504 übernommen wurde.

#### Gars
Nach den Maissauer bis 1430 Besitzer waren, traten unter dem landesfürstlichen Inhaber meist Pfandbesitzer als Besitzer auf, darunter auch die Familie von Fronau.

#### Gänserndorf
Besitzer von Gänserndorf waren nach den Familien Zelking (1331) und Liechtenstein (1452) auch die Fronauer, die es spätestens 1508 an Dr. Johannes Schnaidpeckh, später Freiherr von Schönkirchen, übertrugen.

#### Schloss Obersiebenbrunn
Um 1406 wurden die Wallseer von den Fronauern abgelöst, die nun den Besitz Schloss Obersiebenbrunn 100 Jahre lang halten konnten. Um 1515 gelangte die Herrschaft an die Familie Grabner zu Rosenburg und 1579 an die Freiherren von Herberstein.

#### Pottschach
Pottschach besaß die Wasserburg Pottschach, vermutlich im Jahre 1395 durch Hans von Pottschach erbaut, und gelangte im 15. Jahrhundert an die Herren von Fronau, über die der Besitz weiterging an die Adelsgeschlechter Krottendorf und Hagen.

#### Dürnkrut
Dürnkrut wurde ab 1361 von den Herren von Zelking verwaltet. Diese waren Gefolgsleute der Schaunberger, später der Habsburger, bis im Jahre 1419 Gerhard Fronauer sowie im Jahre 1464 sein Sohn Gamaret belehnt wurde mit der Burg. Das Geschlecht derer von Lembach war ab 1503 neuer Besitzer der Burg Dürnkrut.

#### Greifenstein
Der Söldnerführer Gamareth Fronauer nahm im Jahre 1461 die Burg Greifenstein eingenommen und in Brand gesetzt haben; sie wurde jedoch in zwei Jahren wieder aufgebaut. Doch bald besetzten sie 1477 die Ungarn unter dem ungarischen König Matthias Corvinus, wobei manche Historiker die Besetzungen anzweifeln.

#### Kirchstetten
Die Brüder Bernhard und Michael, die Reyffenberger, wurden mit Burg und Zehent von Kirchstetten belehnt bis im Jahre 1498 Kirchstetten an Gamaret Fronauer übertragen wurde, der 1506 wiederum das Lehen an Hanns und Georg Lamberger übertrug.

#### Orth an der Donau
Als Pfleger, erhielt Gerhard Fronauer von Friedrich III die Herrschaft Orth an der Donau in einem Scheingeschäft. Es gab aber Streit, nachdem Gerhard von Fronau im Kampf gegen den slowakischen Söldnerführer Ledwenko von Ruchenau fiel. Denn sein Bruder Gamareth wollte den Besitz nicht mehr hergeben bis im Jahre 1460 die Burg unter langer Belagerung, und angeblicher Bestechung, eingenommen werden konnte.

#### Pottenburg
Pottenburg, auch Mädchenburg oder Hasenburg, wurde 1343 von Graf Konrad von Schaunberg erworben und musste sie aber bereits im Jahre 1351 übergeben. Der Landesfürst als Inhaber musste später Gamareth Fronauer im Jahre 1460 von der Burg vertreiben. Dieser hatte sich nämlich in der Burg festgesetzt. Die auch als Vestenthurn bezeichnete Herrschaft war Rest der alten Veste Turn und kurz im Besitz der Fronauer. Als Jörg Seebeck, Besitzer von Turn im Jahre 1386 und Pfleger auf Burg Neulengbach im Jahre von 1401 Konkurrenz von Stephan Fronauer als Lehensnehmer der Wallseer in Altlengbach und Turn bekam, setzte er sich schließlich durch und vertrieb den Fronauer von der Herrschaft bereits um 1418.

#### Unterthurm
Die auch als Vestenthurn bezeichnete Herrschaft war Rest der alten Veste Turn und kurz im Besitz der Fronauer. Als Jörg Seebeck, Besitzer von Turn im Jahre 1386 und Pfleger auf Burg Neulengbach, Konkurrenz von Stephan Fronauer als Lehensnehmer in Altlengbach und Turn der Wallseer im Jahre von 1401 bekam, setzte er sich schließlich durch und vertrieb den Fronauer von der Herrschaft bereits um 1418.

### Namensträger
- Gervicus de Fronowe, lebte um 1182[1]
- Hartwig und Rudigier v. Fronau, lebten um 1271
- Friedrich von Fronau (* im 13. Jh.; † 8. Oktober 1293), von 1292 bis 1293 Bischof des Bistums Chiemsee
- Rapoto von Fronau, lebte um 1317 in Österreich
- Bernhard von Fronau, vermählt mit Elisabeth von Wurmbrand
- Stefan (Stephan) von Fronau, Nachfahre des Bernhard von Fronau, Sohn von Bernhard II. von Fronau und Elisabeth von Wiesenfried (verstorben 1411), verheiratet mit Katharina von Klingen und Erzeuger von Rudolf und Gerhard von Fronau, verstorben 1405, begraben um 1411 mit Gattin in Pfarrkirche zu Krumpach
- Gerhard von Fronau, Ritter und Herr zu Krumpach, Längsbach, Wolfsbach und Sebenbrunn, vermählt mit Margarethe von Görz, Vater von Conrad/Gamaret, Bernhard, Gerhard und Wilhelm, Lehensnehmer von Dorf Uttendorf (1408), Burgherr (1421) von Burg Gars
- Conrad/Gamaret, der Ältere, in zweiter Ehe verheiratet mit Margarethe von Rohrbach, Vater von Pangratz und Conrad/Gamaret, den Jüngeren, Besitzer von Gaiselberg, Höflein an der Donau und Lehensnehmer von Schrick (1464), einer der reichsten Ritter im damaligen Niederösterreich
- Pangratz von Fronau, starb, sodass seine Frau Agnes in den Augustiner-Orden in Sankt Lorenz in Wien kam, wo sie im Jahre 1510 verstarb
- Conrad/Gamaret, der Jüngere, zu Dürnkrut, Erdberg, Gaiselberg, Neusiedl a. d. Z., Schrick, Verordneter des Ritterstands, letzter Spross im Mannesstamm in Niederösterreich, vermählt mit Elisabeth von Stainpeiss (Steinpeiss), Vater von Margarethe von Fronau

## Wappen
Blasonierung: Der Wappenschild zeigt sich gespalten, rechts silbern, links schwarz; inmitten ein runder goldener Pfahl, woran eine Lilie mit gewechselten Farben (schwarz-silbern); auf dem Schild ein gekrönter Helm, darauf die vorgeschriebene doppelte Lilie mit emporstehendem Pfauenschweife; die Helmdecken beiderseits silber-schwarz.